# Concha Zardoya
Concha Zardoya González (Valparaíso, Xile, 14 de novembre de 1914 - Madrid, Espanya, 21 d'abril de 2004) va ser una escriptora i poetessa xilena de pares espanyols.

## Biografia
Concha Zardoya neix a la ciutat de Valparaíso (Xile) el 14 de novembre de 1914, de pares espanyols de Navarra i de Cantàbria. A l'edat de disset anys, la família es trasllada a Espanya, primer a Saragossa, després a Barcelona i, finalment, s'instal·la a Madrid, on ella inicia els seus estudis de Filosofia i Lletres a la Universitat Complutense de Madrid, abandonant-los per, finalment, estudiar un curs de Biblioteconomia a València.
A València treballa a Cultura Popular, una institució que organitzava una biblioteca i actes culturals per a soldats i obrers a hospitals, fàbriques i que també col·laborava en programes de ràdio.
El seu únic germà mor al front durant la Guerra Civil Espanyola defensant el bàndol republicà i aleshores comença a escriure poemes que publica a la revista cultural “Hora de España” i, ja de tornada a Madrid, dona classes, realitza traduccions, elabora guions de cinema i també escriu Cuentos del Antiguo Nilo i publica els seus primers contes sota el pseudònim de Concha de Salamanca.
Reprén els estudis universitaris i l'any 1947 es llicencia en Filologia Moderna. L'any següent es trasllada als Estats Units on es doctorarà a la Universitat d'Illinois, amb la tesi “Espanya en la poesia americana”. Als Estats Units impartirà classes a diferents universitats com Tulane, Yale, Califòrnia, Indiana, Columbia o Massachusetts.
Durant la seva estada als Estats Units, imparteix classes de Literatura Espanyola (com ho van fer Pedro Salines o Jorge Guillén) i publica, l'any 1955 un dels seus llibres més importants d'investigació literària: Miguel Hernández. Vida y obra. Bibliografía. Antología. Finalment, l'any 1977 torna definitivament a Espanya i viurà a Madrid on escriurà la major part de la seva obra.

## Premis
- Accèssit del Premi Adonais per Dominio del llanto
- Primera Menció Honorífica del Premi Catá de Contes a l'Havana
- Premi Boscán de Poesia per Debajo de la luz
- Premi Fémina de Poesia per El corazón y la sombra
- Premi Café Marfil per Ritos, cifras y evasiones
- Premi Ópera Óptima per Manhatan y otras latitudes
- Premio Prometeu de Poesia per Altamor.

La seva obra en el camp de les lletres abasta la traducció de clàssics (Walt Whitman o Charles Morgan), la biografia (Miguel Hernández), la crítica literària (Historia de la Literatura Norteamericana o Poesía española del siglo XX) i el conte; sota el pseudònim de Concha de Salamanca va escriure: Cuentos del antiguo Nilo, Historias y leyendas españolas i Historias y leyendas de Ultramar.
La poesia és el gènere que ocupa la major part de la seva producció literària. Es caracteritza per l'amplitud de registres i la diversitat en els temes. El poemari Los rios caudales és l'homenatge personal que Concha rendeix als poetes de la Generació del 27. A molts d'ells els va conèixer i admirar. Així, evocant a Gerardo Diego:
"En tu “Fábula de Equis y Zeda”, gongorizando, 
reconstelas el amor y tangencias sus niveles.
(…)
Los relámpagos, las flores, las teorías exactas…
Poeta, barroquizabas para cantar la voluta
del capricho salomónico que hiperboliza y encubre,
calderoniano hipogrifo.'
El seu llibre El don de la simiente està dedicat a poetesses de tots els temps (des de Rosalía de Castro fins a Carmen Conde, passant per Gabriela Mistral); el poemari Marginalia, cita autors clàssics i moderns, sense oblidar els poetes espanyols actuals.
L'objectiu principal de Concha Zardoya va ser esdevenir poetessa. La poesia, va escriure, "és la sang comuna, hereditària, el llegat que ens germana, transfigura sofriments i goigs en paraules".

## Obres
- La Araucana de Ercilla. Assaig.
- Poesía y teatro de Gil Vicente. Assaig.
- Cuentos del antiguo Nilo, 1944. Contes.
- Lecturas juveniles, 1945
- Pájaros del nuevo mundo, 1946. Poesia.
- Dominios del llanto, 1947. Poesia (Accésit del II Premio Adonais) 1947
- La hermosura sencilla, 1953. Poesia.
- Los signos, 1954. Poesia. (Accésit del Premi Ifach de Poesia)
- Miguel Hernández. Vida y obra, 1955. Assaig.
- El desterrado ensueño, 1955. Poesia.
- Historia de la Literatura Norteamericana: 1607-195, 1956. Assaig.
- Mirar al cielo es tu condena, 1957. Poesia.
- La casa deshabitada, 1959. Poesia.
- Elegías, 1959. Poesia.
- Debajo de la luz, 1959. Poesia.
- Corral de vivos y muertos, 1965. Poesia.
- Donde el tiempo resbala, 1966. Poesia.
- Bellezas y expresión, 1967. Assaig.
- Hondo Sur, 1968. Poesia.
- Los engaños de Tremont, 1971. Poesia.
- Las hiedras del tiempo, 1972. Poesia.
- Poesía española del siglo XX, 1974. Assaig.
- El corazón y la sombra, 1977. Poesia (Guanyadora del Premi Fémina de Poesia)
- Diotima y sus edades, 1981. Poesia.
- Los ríos caudales, 1982. Poesia.
- Retorno a Magerit, 1983. Poesia.
- Manhattan y otras latitudes, 1983. Poesia. (Guanyadora del Premi Ópera Óptima)
- Retorno a Magerit, 1984. Poesia.
- Formas de esperanza, 1985. Poesia.
- Ritos, cifras, y evasiones, 1985. Poesia. (Guanyadora del Premi Café Marfil de Poesia)
- Los perplejos hallazgos, 1986. Poesia.
- Altamor, 1986. Poesia.
- Gradiva y un extraño héroe, 1987. Poesia.
- La estación del silencio. Elegías, 1989. Poesia.
- Patrimonio de ciegos, 1992. Poesia.
- El don de la simiente. Madrid: Torremozas, 1993